# Albert I. (Monaco)

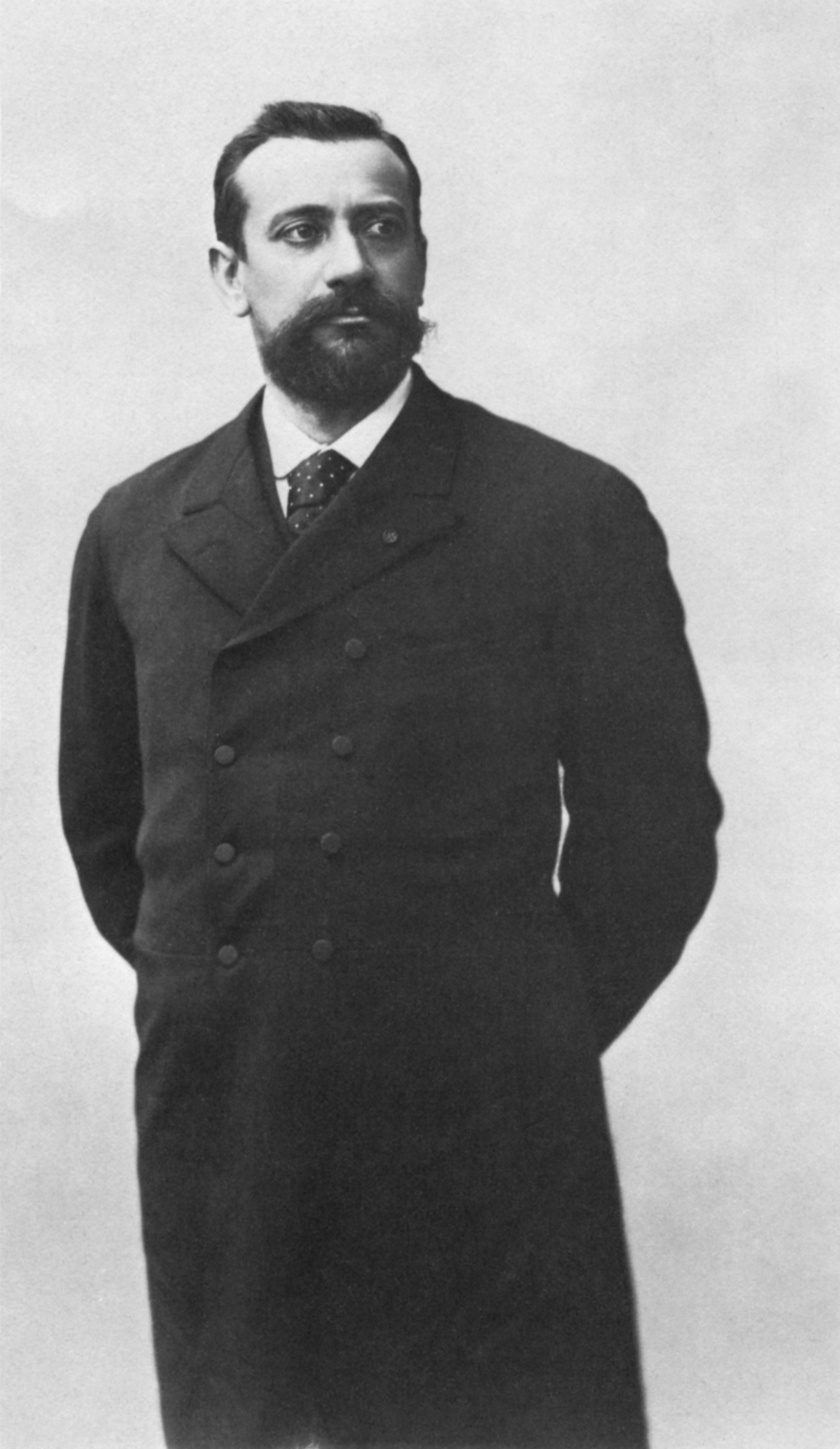
Albert I. (Aufnahme Nadar)

Albert I. von Monaco (eigentlich Albert Honoré Charles Grimaldi; * 13. November 1848 in Paris; † 26. Juni 1922 ebenda) war von 1889 bis zu seinem Tod regierender Fürst von Monaco.
Albert war der Sohn von Charles III. von Monaco und Antoinette de Mérode-Westerloo.

## Leben
Bereits mit 17 Jahren diente Albert I. in der spanischen Marine, wechselte jedoch während des Deutsch-Französischen Kriegs von 1870/1871 zur französischen Marine, wo er mit dem Kreuz der Ehrenlegion ausgezeichnet wurde. Seine Vorliebe galt nicht dem Militär, sondern der Erforschung der Ozeane. Auf diesem Gebiet erzielte er im Laufe seines Lebens Erfolge, beispielsweise den damals als sensationell empfundenen Fund eines geschuppten Tiefseetintenfisches, der nach seiner Familie als Lepidoteuthis grimaldii benannt wurde. Unter anderem zu dessen Präsentation gründete er 1889 das im Jahr 1910 eröffnete Ozeanographische Museum in Monaco. 1911 folgte die Eröffnung des Institut Océanographique in Paris (heute Maison des Océans).
Am 21. September 1869 heiratete er Mary Victoria Hamilton, Tochter des William Hamilton, 11. Herzog von Hamilton (1811–1863), und der Marie Amalie von Baden (1817–1888), die wiederum eine Tochter von Stéphanie de Beauharnais, der Adoptivtochter Napoléon Bonapartes war. Die Ehe scheiterte, Mary Victoria verließ ihren Mann im Februar 1870. Zu diesem Zeitpunkt war sie bereits mit ihrem Sohn Ludwig schwanger. Sie zog zu ihrer Mutter nach Baden-Baden an den Hof des dortigen Großherzogs, wo der gemeinsame Sohn und spätere Fürst Louis II. von Monaco aufwuchs. 1880 wurde die Ehe vom Heiligen Stuhl mit der Begründung annulliert, dass sie von Napoléon III. aus politisch-dynastischen Gründen eingefädelt worden war und Albert bei der Eheschließung erst 20, seine Frau erst 18 Jahre alt waren, sodass die beiden offenbar keine Möglichkeit hatten, sich gegen eine von ihnen nicht gewollte Eheschließung zu wehren.
Am 27. September 1889 folgte Albert I. seinem Vater auf den Thron und heiratete wenig später die reiche Amerikanerin Alice Heine, eine verwitwete Herzogin von Richelieu. Auch nach seiner zweiten Hochzeit verbrachte Albert den größten Teil seiner Zeit auf See. Alice Heine machte sich inzwischen um das Kulturleben in Monaco verdient. Das Fürstenpaar trennte sich am 30. Mai 1902, blieb jedoch verheiratet. Albert versuchte danach, alle Spuren seiner Exfrau zu vernichten.
1910 kam es in dem von Arbeitslosigkeit geplagten Fürstentum zu einem Volksaufstand. Unter den 19.121 Einwohnern waren nur 1.482 Monegassen, alle Angestellten der Spielbank waren Ausländer, die Steuereinnahmen investierte der meist abwesende Fürst in Frankreich. Es bildete sich eine politische Bewegung, das Comité monégasque, das mit der Einführung einer Republik drohte, falls der Fürst nicht der Abschaffung der absoluten Monarchie durch Einführung einer Verfassung und der Wahl eines Parlaments durch die Staatsbürger zustimmte. Weitere Forderungen richteten sich auf die Ersetzung französischer Beamter durch Monegassen, die Aufhebung des Monopols der Familie Blanc über die Spielbank sowie die Trennung der Finanzen von Staat und Fürstenhaus. Anfang März wurde dem Fürsten ein Ultimatum gestellt. Erste Zugeständnisse Alberts, die Gewährung von Pressefreiheit und Kommunalwahlen, beruhigten die Stimmung nicht, so dass es zu einem Sturm auf den Palast kam, der von der Garde so lange verteidigt wurde, bis der Fürst sich nach Frankreich in Sicherheit bringen konnte. Beunruhigt von der gleichzeitigen Revolution in Portugal, gab der Fürst schließlich nach und kündigte am 16. November 1910 den Erlass einer Verfassung an, die am 15. Januar 1911 in Kraft trat. Diese gab den meisten Forderungen nach, behielt aber dem Fürsten erhebliche politische Macht vor. 1917, während des Ersten Weltkriegs, suspendierte Albert I. die Verfassung vorübergehend. Sie blieb danach bis 1962 in Kraft, als sie durch eine neue ersetzt wurde.
Albert war dafür bekannt, dass er seine Überzeugungen mit Nachdruck vertrat; dazu gehörte auch sein Glaube an Gerechtigkeit und Wahrheit. So setzte er sich beispielsweise während der Dreyfus-Affäre für den zu Unrecht wegen Spionage verurteilten französischen Offizier Alfred Dreyfus ein.
Da Albert immer noch einen großen Teil seiner Zeit als Forschungsreisender auf See verbrachte, regierte er das Fürstentum vornehmlich über Funk. Dabei war er offensichtlich trotzdem erfolgreich: Er investierte die immensen Gewinne aus dem Kasino in die Infrastruktur, ließ den Fürstenpalast in Monaco renovieren, den Exotischen Garten in Monaco anlegen und gründete ein anthropologisches Museum.
1910 wurde er Ehrenmitglied der Russischen Akademie der Wissenschaften in Sankt Petersburg. 1891 wurde er korrespondierendes Mitglied der Académie des sciences (seit 1909 « associé étranger »). Ihm zu Ehren ist die Albertbank im antarktischen Weddell-Meer benannt. Gleiches gilt für das Kap Monaco auf der Anvers-Insel in der antarktischen Bellingshausensee und Albert-I-Land auf Spitzbergen.
Alberts einziger Sohn und Thronerbe, Erbprinz Louis, der als Kind bei seiner Mutter in Baden-Baden aufgewachsen war, danach jedoch in der französischen Armee gedient hatte, war nach Ende des Ersten Weltkrieges noch immer nicht verheiratet. Der Thron drohte daher im Falle des Todes beider an den nächsten erbberechtigten Verwandten, einen Cousin ersten Grades des Fürsten, den deutschen Kavalleriegeneral Wilhelm Karl Herzog von Urach, zu fallen. Dies wollten Louis und sein Vater ebenso verhindern wie die französische Regierung. Louis hatte allerdings eine langjährige Mätresse, die französisch-algerische Varieté-Tänzerin Marie-Juliette Louvet, und von dieser eine uneheliche Tochter Charlotte, die in Algier aufwuchs. Eine Heirat mit Marie-Juliette, einer Frau von zweifelhaftem Ruf, die bereits mit einem Fotografen für erotische Bilder verheiratet gewesen war, kam nach dem Willen Alberts mit Rücksicht auf die Reputation der Dynastie nicht in Frage. Nach dem Ende des Ersten Weltkriegs stimmte er aber zu, dass Louis seine Tochter Charlotte 1919 nach Monaco holte, sie legitimierte und adoptierte. Zudem wurde ein Graf aus französischem Fürstenhaus gefunden, Pierre Comte de Polignac, mit dem sie 1920 verheiratet wurde. Um die beabsichtigte Thronfolge endgültig abzusichern, erklärte Charlotte 1944 den Verzicht zugunsten ihres Sohnes Rainier III., der 1949 seinem Großvater Louis auf dem Thron folgte.
Albert starb am 26. Juni 1922 in Paris und wurde am 8. Juli in der Kathedrale von Monaco beigesetzt.

## Nachleben
Der Albert Trough ist nach ihm benannt.

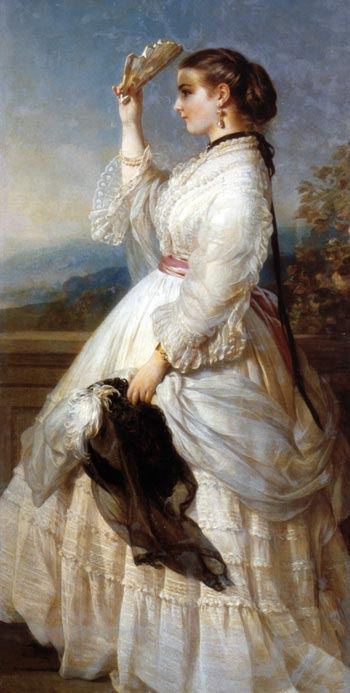
Mary Victoria Hamilton
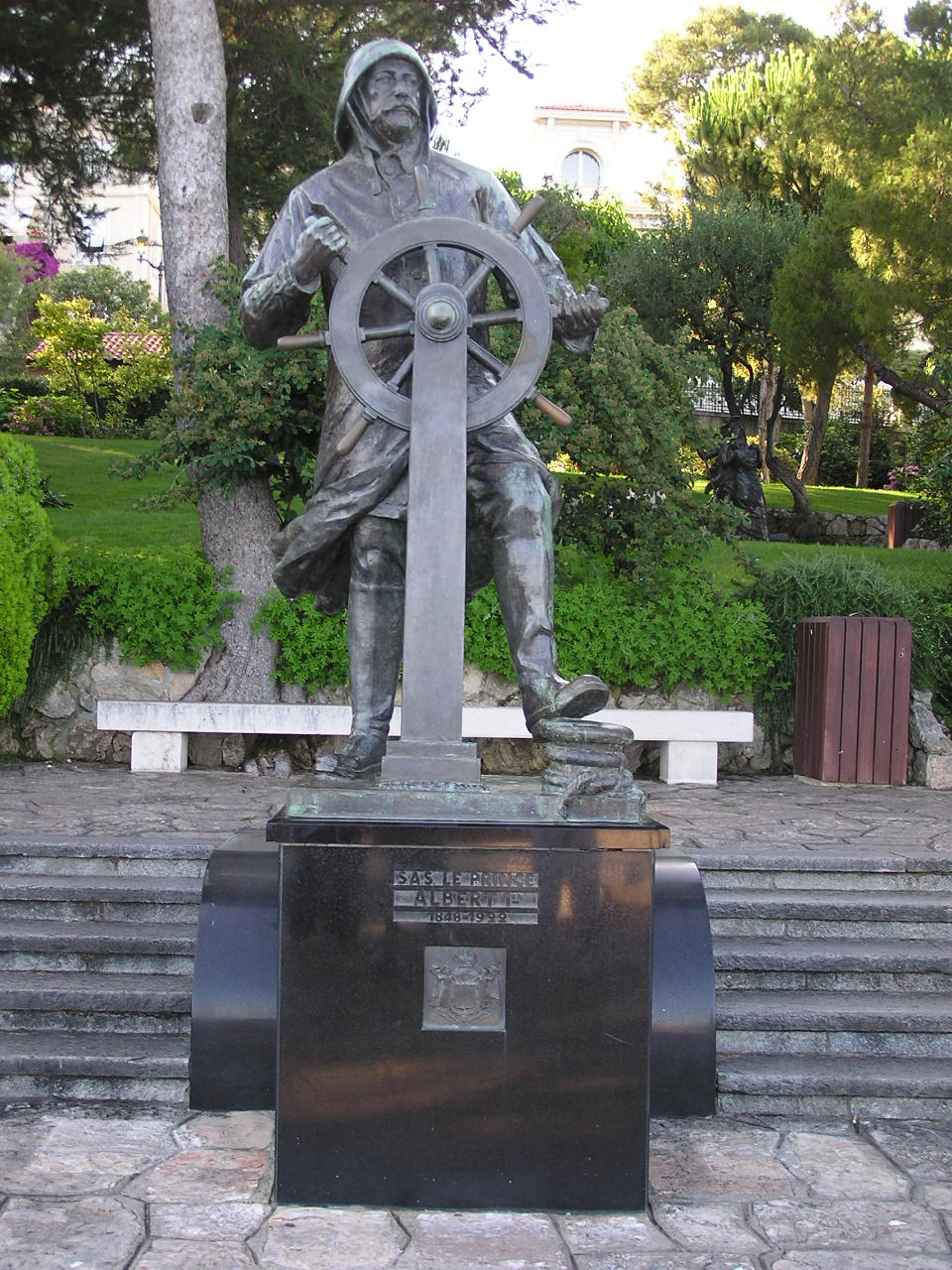
Statue in Monaco-Ville: Albert I. als Seefahrer
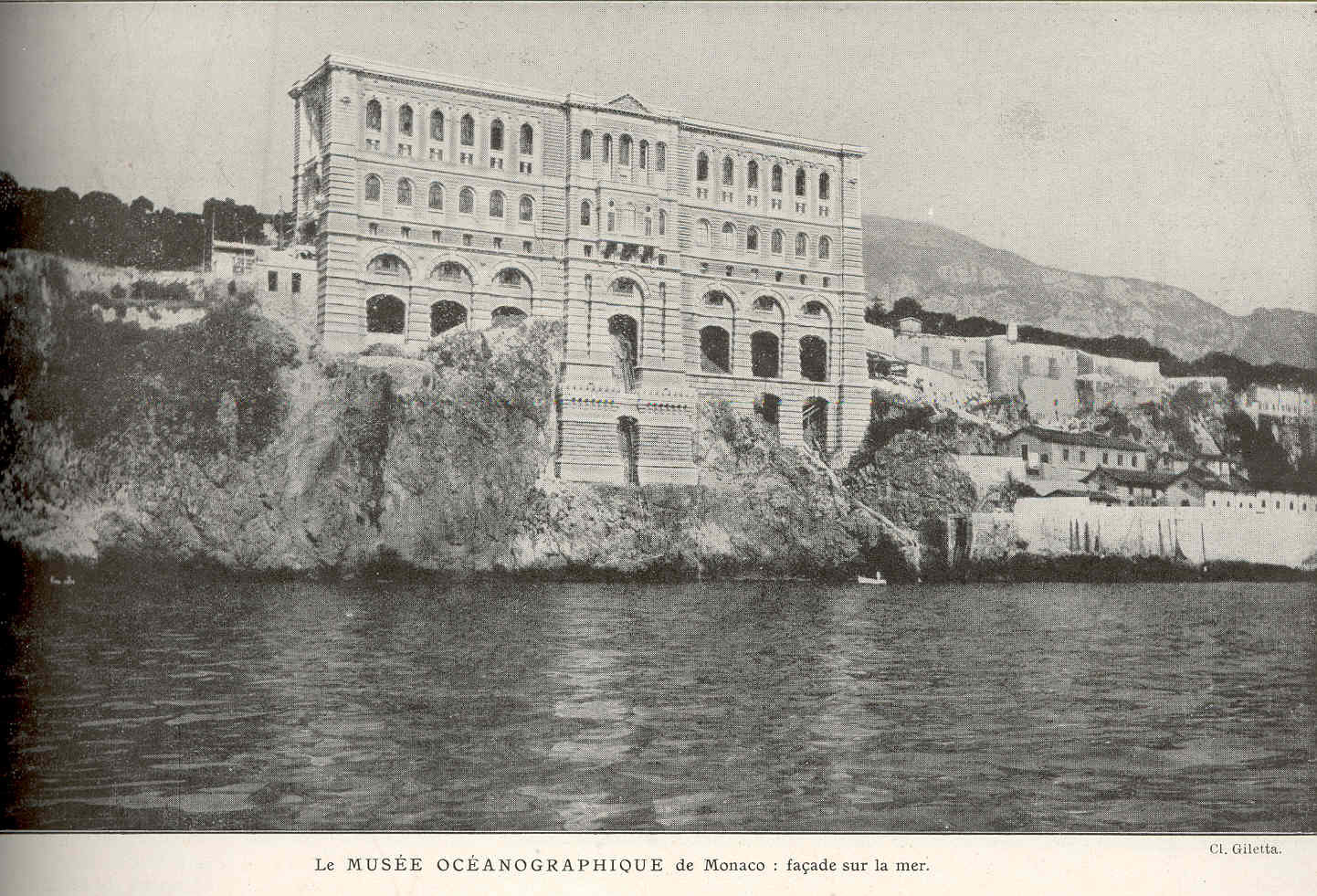
Ozeanographisches Museum Monaco, eröffnet 1910, Aufnahme aus dem Jahr 1913
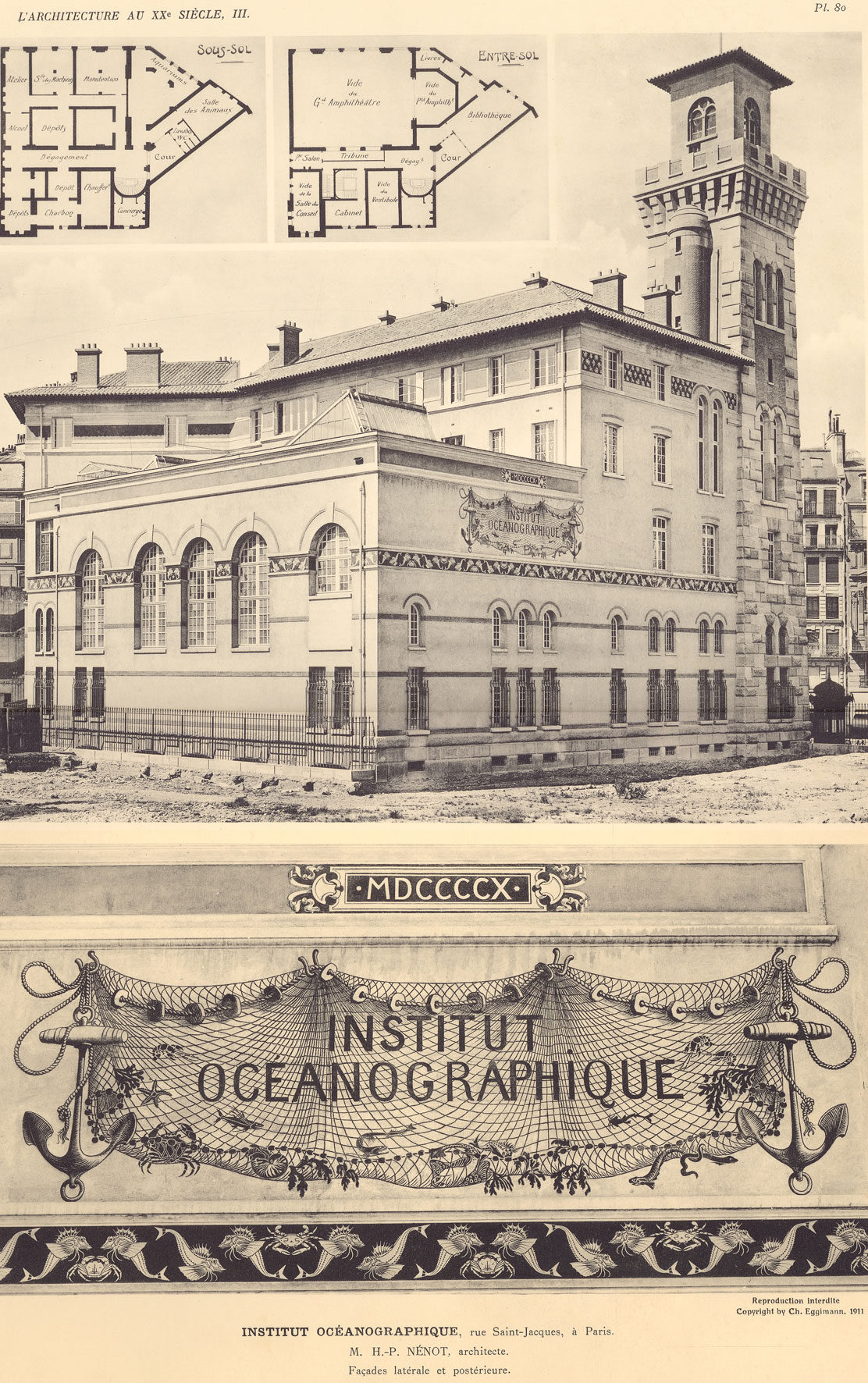
Institut Océanographique de Paris, 1911